# Arseniktrioxid
Arseniktrioxid eller vit arsenik (As2O3) är en giftig kemisk förening, som i folkmun ofta blandas ihop med arsenik.

## Framställning
Arseniktrioxid framställs genom rostning av mineralet orpiment varvid även svaveldioxid bildas.
{\displaystyle {\rm {2\ As_{2}S_{3}+9\ O_{2}\rightarrow 2\ As_{2}O_{3}+6\ SO_{2}}}}
Även vid smältning av andra mineraler och malmer som innehåller föroreningar av arsenik så kan arseniktrioxid oavsiktligt bildas med förgiftningsrisk som följd.

## Egenskaper
Arseniktrioxid är en amfolyt oxid. I kontakt med koncentrerad saltsyra omvandlas den till arseniktriklorid (AsCl3). Av starka oxideringsämnen som ozon, väteperoxid eller salpetersyra så kan den oxideras ytterligare och bilda arsenikpentoxid (As2O5).

## Användning
Arseniktrioxid är ett mellansteg vid framställning av ren arsenik och olika arsenider. I de delar av världen där det ännu inte är förbjudet används det för att tryckimpregnera trä.
Tillsammans med kopparacetat bildar det Schweinfurtergrönt, även kallat parisergrönt eller Parisgrönt, ett pigment och bekämpningsmedel.